# Desportivo Estância Baixo
Desportivo Estância Baixo is een Kaapverdische voetbalclub. De club speelt in het voetbalkampioenschap van Boa Vista (eilanddivisie), waarvan de kampioen deelneemt aan het Kaapverdisch voetbalkampioenschap, de eindronde om de landstitel.